# Kansas City Chiefs 2006
La stagione 2005 dei Kansas City Chiefs è stata la 37ª nella National Football League e la 47ª complessiva.
Sotto la direzione del nuovo capo-allenatore Herman Edwards la squadra incontrò diversi ostacoli, inclusa la perdita del quarterback titolare Trent Green nella partita, la ricalibratura di un attacco da record e la morte del proprietario e fondatore Lamar Hunt. Malgrado ciò la squadra si riprese dopo avere perso le prime due partite guadagnando l'ultimo posto per i playoff con un record di 9–7 record.

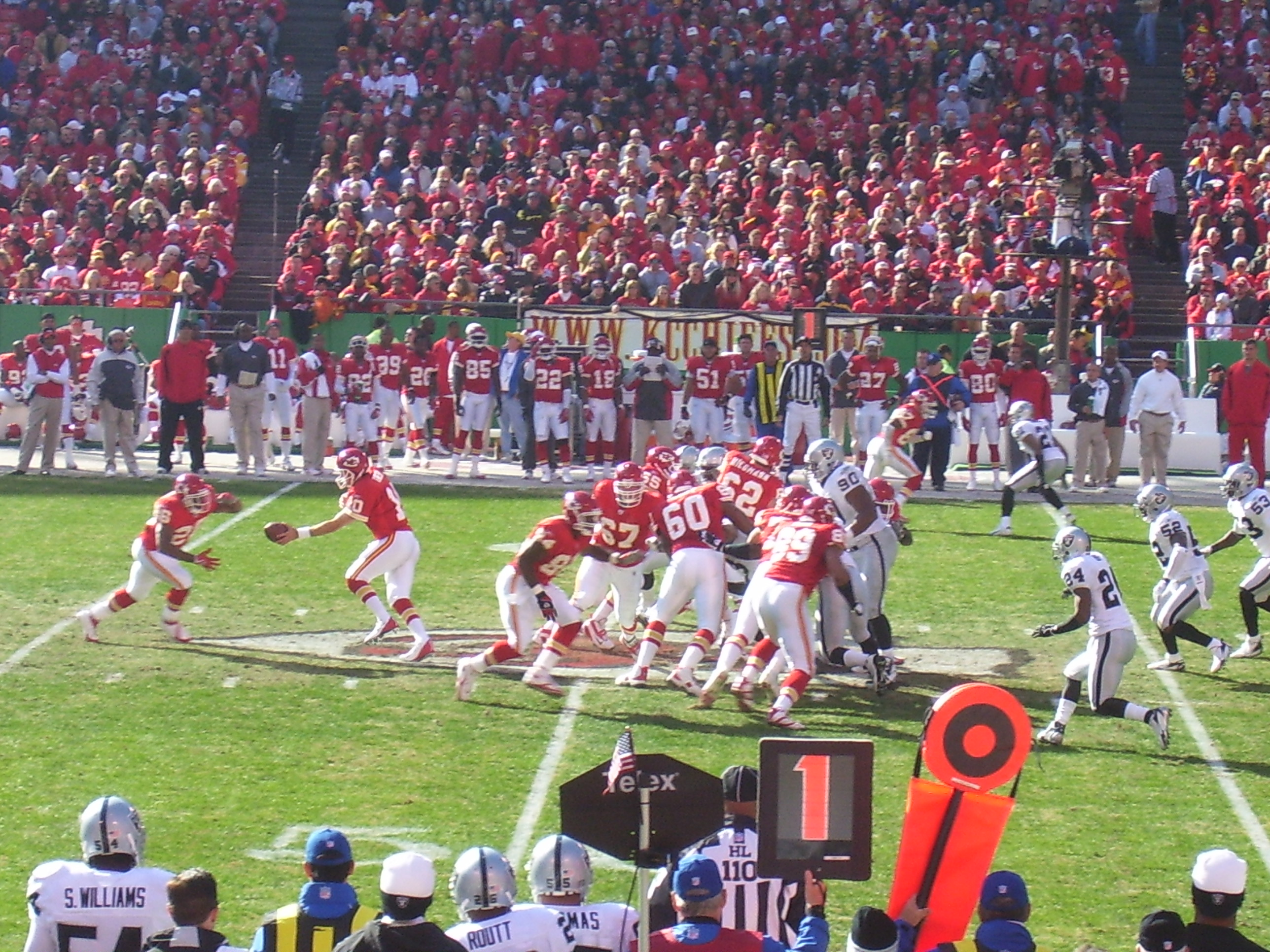
I Chiefs ospitano gli Oakland Raiders in una gara equilibrata nella settimana 11, 19 novembre 2006

## Roster
| Roster dei Kansas City Chiefs nel 2006 |
| --- |
| Quarterback - 12 Brodie Croyle - 10 Trent Green - 11 Damon Huard - 7 Casey Printers Running Back - 26 Michael Bennett - 22 Dee Brown - 27 Larry Johnson - 39 Derrick Ross - 84 Kris Wilson FB/TE Wide Receiver - 85 Rod Gardner - 82 Dante Hall - 81 Chris Hannon - 87 Eddie Kennison - 18 Samie Parker - 80 Jeff Webb Tight End - 88 Tony Gonzalez Offensive Linemen - 65 Jordan Black T - 67 Chris Bober T - 64 Rudy Niswanger C - 68 Will Shields G - 61 Tre' Stallings G - 60 Chris Terry T - 54 Brian Waters G - 76 John Welbourn T - 62 Casey Wiegmann C Defensive Linemen - 69 Jared Allen DE - 95 Ron Edwards DT - 91 Tamba Hali DE - 98 Eric Hicks DE - 92 James Reed DT - 90 Ryan Sims DT - 96 Jimmy Wilkerson DE - 70 Steve Williams DT Linebacker - 99 Kendrell Bell OLB - 97 Keyaron Fox OLB - 53 Kris Griffin OLB - 51 Boomer Grigsby ILB - 56 Derrick Johnson OLB - 52 William Kershaw OLB - 50 Kawika Mitchell ILB Defensive Back - 38 Michael Bragg CB - 29 Sammy Knight S - 24 Ty Law CB - 45 Marcus Maxey CB - 44 Jarrad Page S - 49 Bernard Pollard S - 20 Benny Sapp CB - 23 Patrick Surtain CB - 35 Lenny Walls CB - 25 Greg Wesley S Special Team - 1 Lawrence Tynes K - 2 Dustin Colquitt P - 83 Kendall Gammon LS/TE Lista delle riserve - 21 William Bartee S (PUP) - 42 Ronnie Cruz FB (IR) - 89 Jason Dunn IR - 48 Gabriel Helms S (IR) - 31 Priest Holmes RB (PUP) - 77 Willie Roaf OT (Did Not Report) - 79 Kevin Sampson OT (IR) - 55 Rich Scanlon OLB (IR) - 71 Will Svitek OT (IR) - 74 Kyle Turley OT (IR) Squadra di allenamento - 43 Greg Hanoian FB - 66 Johnathan Ingram C - 40 Adam Johnson TE - 72 Montez Murphy DE - 41 Zach Norton CB - 40 Justin Phinisee CB - 48 Keith Willis TE |
| Legenda - I rookie sono in corsivo. - Il primo ruolo è il principale mentre gli eventuali successivi indicano i ruoli secondari. - (IR) sta per Injured Reserve ed indica la lista ristretta per un solo giocatore infortunato che può tornare ad allenarsi dopo la settimana 6 e a rientrare in prima squadra dopo che questa ha giocato 8 partite. - (NF-Inj.) / (NF-Ill.) stanno rispettivamente per Non-Football Injured e Non-Football Illness ed indicano le liste dove viene inserito un giocatore che ha un infortunio o una malattia non dipendente dal football americano. - (PUP) sta per Physically Unable to Perform ed indica la lista dove viene inserito un giocatore mentre è in attesa di recuperare la condizione fisica. Nella stagione regolare dopo la sesta partita giocata dalla propria squadra, il giocatore ha tempo tre settimane per riprendere ad allenarsi, più tre settimane aggiuntive dal suo rientro agli allenamenti per rientrare in prima squadra. |

## Calendario
| Stagione regolare  |                   |                        |               |                               |             |        |
| Turno              | Data              | Avversario             | Risultato     | Stadio                        | TV          | Record |
| 1                  | 10 settembre 2006 | Cincinnati Bengals     | S 23–10       | Arrowhead Stadium             | CBS         | 0–1    |
| 2                  | 17 settembre 2006 | at Denver Broncos      | S 9–6 (DTS)   | Invesco Field at Mile High    | CBS         | 0–2    |
| Settimana di pausa |                   |                        |               |                               |             |        |
| 4                  | 1º ottobre 2006   | San Francisco 49ers    | V 41–0        | Arrowhead Stadium             | FOX         | 1–2    |
| 5                  | 8 ottobre 2006    | at Arizona Cardinals   | V 23–20       | University of Phoenix Stadium | CBS         | 2–2    |
| 6                  | 15 ottobre 2006   | at Pittsburgh Steelers | S 45–7        | Heinz Field                   | CBS         | 2–3    |
| 7                  | 22 ottobre 2006   | San Diego Chargers     | V 30–27       | Arrowhead Stadium             | CBS         | 3–3    |
| 8                  | 29 ottobre 2006   | Seattle Seahawks       | V 35–28       | Arrowhead Stadium             | FOX         | 4–3    |
| 9                  | 5 novembre 2006   | at St. Louis Rams      | V 31–17       | Edward Jones Dome             | CBS         | 5–3    |
| 10                 | 12 novembre 2006  | at Miami Dolphins      | S 13–10       | Dolphin Stadium               | CBS         | 5–4    |
| 11                 | 19 novembre 2006  | Oakland Raiders        | V 17–13       | Arrowhead Stadium             | CBS         | 6–4    |
| 12                 | 23 novembre 2006  | Denver Broncos         | V 19–10       | Arrowhead Stadium             | NFL Network | 7–4    |
| 13                 | 3 dicembre 2006   | at Cleveland Browns    | S 31–28 (DTS) | Cleveland Browns Stadium      | CBS         | 7–5    |
| 14                 | 10 dicembre 2006  | Baltimore Ravens       | S 20–10       | Arrowhead Stadium             | CBS         | 7–6    |
| 15                 | 17 dicembre 2006  | at San Diego Chargers  | S 20–9        | Qualcomm Stadium              | NBC         | 7–7    |
| 16                 | 23 dicembre 2006  | at Oakland Raiders     | V 20–9        | McAfee Coliseum               | NFL Network | 8–7    |
| 17                 | 31 dicembre 2006  | Jacksonville Jaguars   | V 35–30       | Arrowhead Stadium             | CBS         | 9–7    |
| Playoff            |                   |                        |               |                               |             |        |
| Wild Card          | 6 gennaio 2007    | at Indianapolis Colts  | S 23–8        | RCA Dome                      | NBC         | 9–8    |

## Classifiche
| AFC West               |    |    |   |      |     |      |     |     |     |
|                        | V  | S  | P | %    | DIV | CONF | PF  | PS  | STR |
| (1) San Diego Chargers | 14 | 2  | 0 | .875 | 5–1 | 10–2 | 492 | 303 | V10 |
| (6) Kansas City Chiefs | 9  | 7  | 0 | .563 | 4–2 | 5–7  | 331 | 315 | V2  |
| Denver Broncos         | 9  | 7  | 0 | .563 | 3–3 | 8–4  | 319 | 305 | S1  |
| Oakland Raiders        | 2  | 14 | 0 | .125 | 0–6 | 1–11 | 168 | 332 | S9  |